# Ofensiva del Orontes
La Ofensiva del Orontes es una operación militar llevada a cabo por el Ejército Árabe Sirio e lo largo del río del mismo nombre, en la frontera administrativa entre las gobernaciones de Hama y Homs.

## Desarrollo
La operación inició el 30 de diciembre de 2015, y para el 3 de enero, las fuerzas leales tomaron el control de 10 u 11 localidades en el campo del sureste de Hama, a lo largo del río Orontes, siendo uno de ellos Jarniyah, que conduce a los desiertos del este de la gobernación de Homs. También fue asegurada la ruta entre Hama y Salamíe.
El 11 de enero, el enfoque de los militares se desplazó haca las zonas rurales del sur de Hama. Comenzaron un ataque al pueblo de Jarjisah, ubicado en la frontera administrativa entre las gobernaciones de Hama y Homs, así como en la orilla norte del río Orontes. Antes del asalto, las tropas gubernamentales habían dado a los rebeldes un plazo para que se rindieran, cosa que fue ignorada. Al día siguiente, el Ejército capturó el pueblo, y de inmediato procedió a bombardear Harbinafsah, que se encontraba en manos rebeldes, en preparación para asaltarlo también.
El 13 de enero, el bando leal capturó temporalmente con Harbinafsah, pero las tropas debieron retirarse 24 horas después, posicionándose en sus alrededores del norte.
En la madrugada del 15 de enero, luego de intensos combates, se llegó a un acuerdo entre los habitantes de Day al-Fardis y el Ejército sirio, que conllevó la recaptura de la urbe por este último. Asimismo, se produjeron enfrentamientos en los alrededores de Harbinafsah. Los avances del bando leal resultaron en le cercenamiento de las líneas de abastecimiento rebeldes a la ciudad de Al-Rastan y sus alrededores.
El 18 de enero, el ejército volvió a penetrar en el norte de Harbinafsah. Ese mismo día, los islamistas publicaron en las redes sociales imágenes de soldados decapitados en dicha localidad. Dos días después, el Ejército renovó su ofensiva y volvió a entrar en los barrios del norte de Harbinger. Por otro lado, también se reportó que las fuerzas progubernamentales avanzaron en la parte sur de al-Zarrah.